# Vice-ministro
Um vice-ministro é o membro do governo de certos estados soberanos ou entidades subnacionais de estatuto inferior ao de um ministro. Compete-lhe, normalmente, coadjuvar o ministro na gestão global de um ministério ou gerir, por delegação do ministro, uma ou mais áreas de competência do ministério.

## Angola
Em Angola, um vice-ministro é um membro do governo ao qual compete coadjuvar um ministro. Os vice-ministros têm um estatuto imediatamente inferior ao de secretário de Estado. Apesar de não serem, por direito próprio, membros do conselho de ministros, os vice-ministros e os secretários de Estado podem ser convidados a nele participar sem direito a voto.

## Canadá
Nos governos provinciais e Federal do Canadá, um vice-ministro (deputy minister em inglês e sous-ministre em francês) é o funcionário público mais importante em cada departamento ministerial, agindo sob a direção política do respetivo ministro. Enquanto que o ministro é o chefe político de um departamento, o vice-ministro é o seu chefe funcional. Entre as suas responsabilidades estão as da gestão diária operacional do departamento, a gestão do seu orçamento e o desenvolvimento de projetos. Apesar de funcionários públicos, os vice-ministros são de nomeação política, mantendo-se apenas em funções enquanto o governo o entender, sendo frequente a sua mudança quando da mudança de governo.
O principal vice-ministro do Governo Federal tem o título de "Escriturário do Conselho Privado da Rainha" (Clerk of the Queen's Privy Council em inglês e Greffier du Conseil privé de la Reine em francês), que serve também de vice-ministro para o Primeiro-Ministro do Canadá.

## Itália
No ordenamento jurídico da Itália, um vice-ministro é um subsecretário de Estado no qual são delegadas funções particulares. A figura de vice-ministro não está prevista na Constituição da República Italiana, tendo sido introduzida através de lei ordinária, em 2001. Segundo a lei, pode ser atribuído o título de "vice-ministro" a um secretário de Estado no qual tenham sido delegadas competências relativas a uma ou mais estruturas departamentais ou a várias direções-gerais. Não poderão existir mais de dez vice-ministros em cada governo. Os vice-ministros poderão ser convidados a participar no conselho de ministros, sem terem, no entanto, direito a voto.